# Neopanorpa crinita
Neopanorpa crinita is een insect uit de orde van de schorpioenvliegen (Mecoptera), familie van de schorpioenvliegen (Panorpidae). De wetenschappelijke naam van de soort is voor het eerst geldig gepubliceerd door Chau & Byers in 1978.
De soort komt voor in Sumatra.